# Timbuktu
Timbuktu (francouzsky: Tombouctou) je město v západní Africe ležící ve státě Mali (za součást svého území jej považuje mezinárodně neuznaný stát Azavad) na břehu řeky Niger. Žije zde asi 54 000 obyvatel. Je známé svými hliněnými hrobkami a budovami.

## Historie
Obyvatelstvo města tvoří především domorodé západoafrické kmeny, zejména Mandinkové, kteří stáli u zrodu města patrně již v 10. století, kdy zde vznikla obchodní stanice. Význam Timbuktu poté rostl, protože město leželo na významné obchodní stezce vedoucí z jihu na sever napříč Saharou. Kromě obchodu s otroky, zlatem, slonovinou, solí a dalším zbožím se město ve 14. století také stalo významným centrem západoafrické vzdělanosti. V té době zde žilo 100 až 200 tisíc lidí, z nichž asi čtvrtinu tvořili učenci. Univerzity a knihovny, nacházející se na území Timbuktu, byly vypáleny během drancování vojsky marockého krále Ahmeda I. roku 1591.
Timbuktu bylo významnou křižovatkou karavan, kde se směňovala sůl ze Sahary za zlato, slonovinu a otroky ze Sahelu a jižních oblastí od přelomu 1. a 2. tis. n. l., ale osady zde byly prokazatelně již v době železné. Odedávna musely karavany dorazivší do Timbuktu platit poplatek za vstup, respektive pobyt v Timbuktu. Tento zvyk se dodnes uchoval, a tak bývají po cestovateli obvykle vymáhány drobné peníze. Řeka Niger fungovala jako dopravní tepna, po níž proudilo zboží z jižních subsaharských oblastí. V Timbuktu se zboží zobchodovalo a pokračovalo po Nigeru na západ nebo s karavanami na sever.  Ve 13. stol. město obývalo asi 10 000 lidí a začal kulturní rozvoj. Snad již ve 14. stol. byly v Timbuktu vybudovány tři velké a významné mešity s madrasami, na které byla později vázána výuka na slavné Timbuktské univerzitě. Univerzita byla toho času volným sdružením těchto madras, které vyučovaly studenty na nádvoří mešit nebo v přilehlých domech. Město zbohatlo zejména zprostředkováním obchodu se zlatem, se sílícím významem univerzity dosahoval stále větší profitability také obchod s knihami. V Timbuktu se studovala islámská teologie, islámské právo, arabština, ale také medicína, matematika, astronomie, filozofie, geografie a další vědy. Největší slávy dosáhlo univerzitní město v 16. stol. Hlavní madrasy byly spojeny s mešitami Sankore, Djinguereber a Sidi Yahya. Timbuktu vládne v náboženské oblasti islám. Žije zde množství etnik včetně Tuaregů. Timbuktu je považováno za tuarežské hlavní město.
Význam města po dokončení francouzské kolonizace západní Afriky upadl. Dnes je Timbuktu jedním ze sedmi svatých měst islámu a také atraktivním turistickým střediskem.
Na přelomu června a července roku 2012 došlo k demolici nejméně dvou hliněných svatyní zapsaných na seznam UNESCO ze strany islamistických radikálů, kteří ovládli neuznaný stát Azavad. Od tohoto roku figuruje i na seznamu světového dědictví v ohrožení.

## Galerie

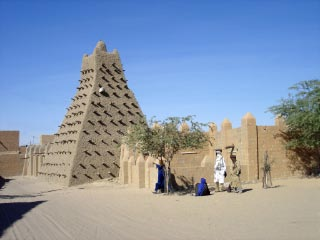
mešita Sankore
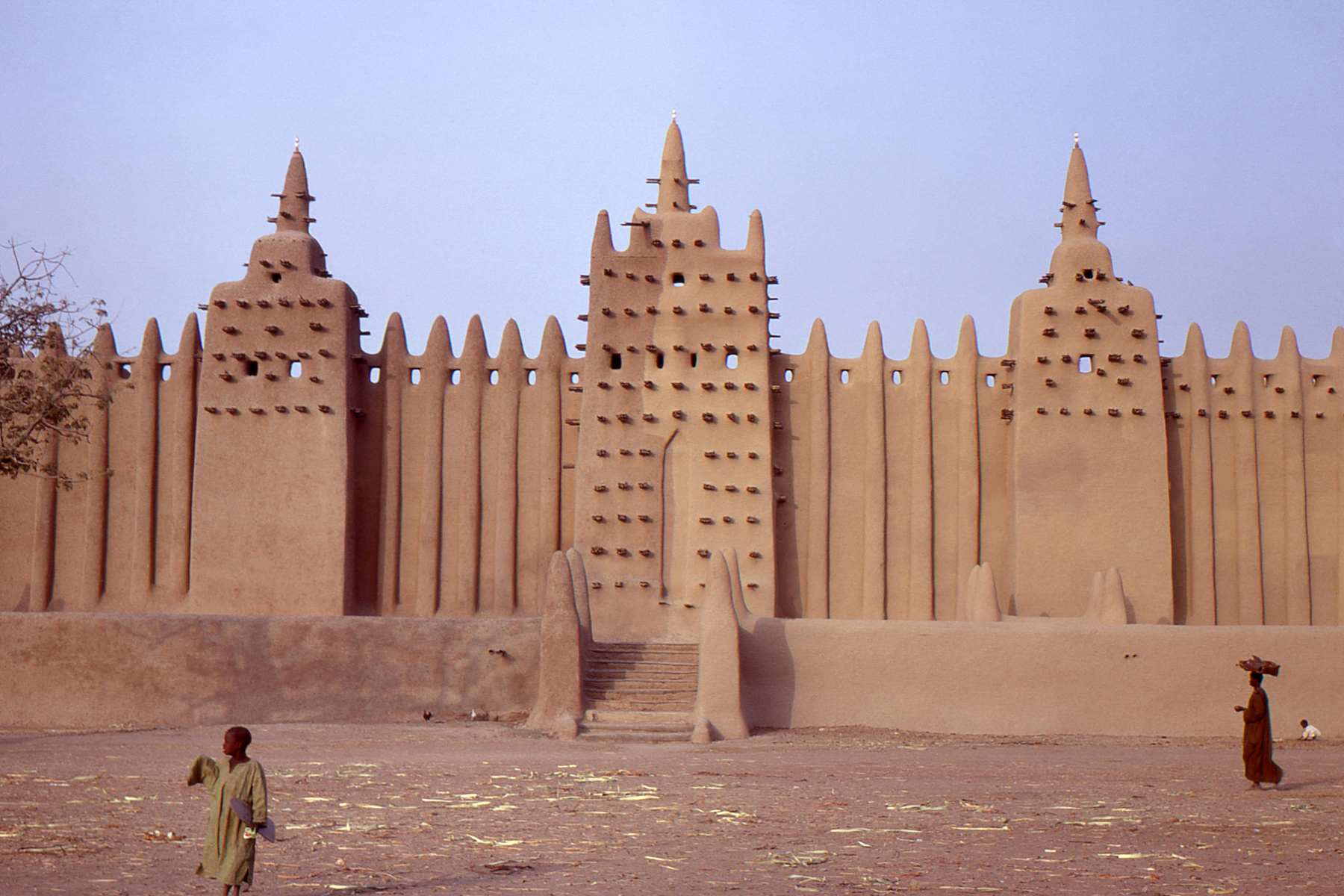
mešita Djenné
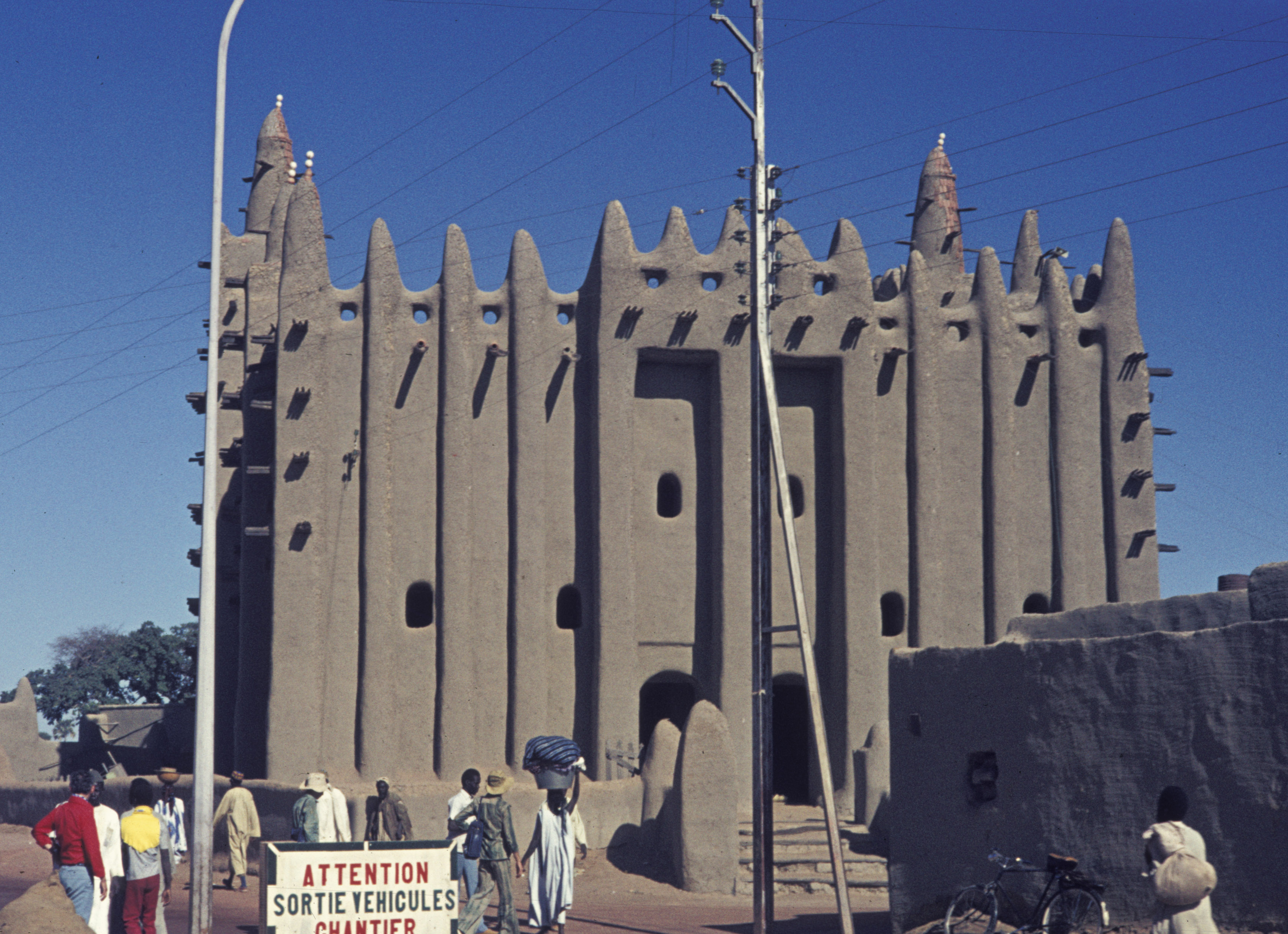
zdejší historická zástavba